# オーストラリア関係記事の一覧
オーストラリア関係記事の一覧（オーストラリアかんけいきじのいちらん）
- オーストラリア出身の人物についてはオーストラリア人の一覧を参照

## 英数
- ANZ バンク
- ANZUS
- TAFE
- 1983年オーストラリア森林火災
- 2021年マンスフィールド地震

## あ行
- アウトバック
- アデレード
- アボリジニ
- ヴィクトリア州→ビクトリア州
- 英国オーストラリア協会（英語版）
- エインガナ - アボリジニの伝承に登場する蛇
- ハーバート・エバット
- オーストラリア記念館
- オーストラリア区
- オーストラリア・コモンウェルス銀行
- オーストラリアグランプリ
- オーストラリア国防軍
- オーストラリア・コンピューター協会（英語版）
- オーストラリア作家協会（英語版） -
- オーストラリア産業・防衛ネットワーク（英語版）
- オーストラリア商工会議所（英語版）
- オーストラリア心理学会（英語版）
- オーストラリア数学会
- オーストラリアセックス党
- オーストラリア大陸
- オーストラリアとオセアニアにおける女性参政権（ドイツ語版）
  - オーストラリアにおける女性参政権（ドイツ語版）
- オーストラリア・ニュージーランド銀行
- オーストラリア農業資源経済局
- オーストラリアの河川の一覧
- オーストラリアの首相
- オーストラリアの副首相（英語版）
- オーストラリアの首相の配偶者（英語版）
- オーストラリアの新聞
- オーストラリアの世界遺産
- オーストラリアの大学一覧
- オーストラリアの都市の一覧
- オーストラリアの野鳥一覧
- オーストラリアの歴史
- オーストラリア花嫁失踪騒ぎ
- オーストラリア百科事典（英語版）
- オーストラリア野生生物協会（英語版）
- オーストラリア連邦科学産業研究機構
- オーストラリアン・メジャーリーグ

## か行
- 各年のオーストラリアの一覧
- カンガルー肉
- ミランダ・カー
- ガンビア山（英語版）
- クイーンズランド州
- ジェームズ・クック
- クーラン島
- グリッチ・プロダクションズ - オーストラリアの企業の一つ。独立系コンピューター・アニメーションスタジオである
- グレンデル・グレンデル・グレンデル（英語版） - 同国のアニメーション映画
- グレイハウンド・オーストラリア
- グレートディバイディング山脈
- グレート・バリア・リーフ
- クロコダイルトロフィー
- ケアンズ
- コモンウェルス・エンジニアリング
- ゴールドラッシュ

## さ行
- 産業科学資源省（英語版）
  - 産業科学資源省 (1998年-2001年)（英語版）
- ザ・アメイジング・デジタル・サーカス - オーストラリアのWebアニメの一つ
- ザ・ガン
- シドニー
- シドニーオリンピック
- ジョン・サルマン

## た行
- 大鑽井盆地
- タスマニア州
- アベル・タスマン
- 多文化主義
- タマム・シュッド事件
- チャーチ (バンド)
- チョークアート
- ティウィ諸島
- テルストラ

## な行
- 西オーストラリア州
- 日豪関係
- ニューサウスウェールズ州
- ニューカッスル
- ニッチ外交
- ノーザンテリトリー

## は行
- バーガーキング
- パーシー・グレインジャー
- パース
- 白豪主義
- ビクトリア州
- ビスマルク海海戦
- ファーラップ
- タラ・ブラバゾン
- ブリスベン
- ベジマイト
- エリック・ベッドフォード
- ベトナム系オーストラリア人
- ベントリーセカンダリーカレッジ
- ゴフ・ホイットラム
- ボーモント・チルドレン失踪事件（英語版）
- ホールデン

## ま行
- マーダー・ドローンズ - オーストラリアのWebアニメの一つ
- マイトシップ
- マッコーリー銀行
- マカダミア
- マランビジー川
- ミドルパワー
- 南オーストラリア州
- メルボルン
- メルボルンオリンピック

## や行
- ユーレカタワー - 同国の超高層ビルの一つ。ビクトリア州のメルボルンに位置する
- ユルルングル - アボリジニの伝承に登場する蛇

## ら行
- ライフセービング
- レイテ沖海戦

## わ行
- ワン・ネイション